# Liste der Echo-Jazz-Preisträger
Dieser Artikel listet alle Preisträger des Echo Jazz auf.

## Bestseller des Jahres
- 2010: Diana Krall (Quiet Nights)
- 2011: Till Brönner (At the End of the Day)
- 2012: Wynton Marsalis, Eric Clapton (Play the Blues: Live from Jazz at Lincoln Center)
- 2013: Melody Gardot (The Absence)
- 2014: Caro Emerald (The Shocking Miss Emerald)
- 2015: Gregory Porter (Liquid Spirit)
- 2016: Diana Krall (Wallflower)
- 2017: Gregory Porter (Take Me to the Alley)
- 2018: Norah Jones (Day Breaks)

## Ensemble des Jahres (national)
- 2010: Tingvall Trio (Vattensaga)
- 2011: em ((em) Live at Jazzbaltica)
- 2012: Tingvall Trio (Vägen)
- 2013: em (Wasted & Wanted)
- 2014: Heinz Sauer & Michael Wollny (Don’t Explain)
- 2015: Michael Wollny Trio (Weltentraum)
- 2016: Michael Wollny Trio (Nachtfahrten)
- 2017: Joachim Kühn Trio (Beauty & Truth)
- 2018: Omer Klein Trio (Sleepwalkers)

## Ensemble des Jahres (international)
- 2010: Vijay Iyer Trio (Historicity)
- 2011: Brad Mehldau Trio (Highway Rider)
- 2012: Trombone Shorty (For True)
- 2013: Brad Mehldau Trio (Where Do You Start)
- 2014: Rudresh Mahanthappa Gamak Ensemble (Gamak)
- 2015: Vincent Peirani & Émile Parisien (Belle Époque)
- 2016: James Farm (City Folk)[1]
- 2017: Branford Marsalis (Upward Spiral)
- 2018: Parisien, Peirani, Schaerer & Wollny (Out of Land)

## Large Ensemble Album des Jahres
- 2010: Helge Sunde (Finding Nymo)
- 2011: Omar Sosa, NDR Bigband (Ceremony)
- 2012: Joachim Kühn Trio, hr-Bigband (Out of the Desert Live – hr Bigband at Jazzfest Berlin)
- 2013: Stefano Bollani, NDR Bigband (Big Band!)
- 2014: Michael Wollny mit Tamar Halperin & hr-Bigband (Wunderkammer XXL)
- 2015: Christof Lauer & NDR Bigband (Petite Fleur)
- 2016: Sebastian Sternal & Sternal Symphonic Society (Sternal Symphonic Society Vol. 2)
- 2017: Marius Neset & London Sinfonietta (Snow Melt)
- 2018: Andreas Schaerer & Hildegard lernt fliegen Meets the Orchestra of the Lucerne Festival Academy (The Big Wig)

## Sänger/Sängerin des Jahres (national)
Sänger des Jahres (national)
- 2010: Theo Bleckmann (Refuge Trio)
- 2011: Thomas Quasthoff (Tell It Like It Is)
- 2012: Götz Alsmann (In Paris)
- 2013: Michael Schiefel (An Berliner Kinder)

Sängerin des Jahres (national)
- 2010: Céline Rudolph (Metamorflores)
- 2011: Lyambiko (Something Like Reality)
- 2012: Jasmin Tabatabai (Eine Frau)
- 2013: Caro Josée (Turning Point)

Von 2010 bis 2013 wurde jeweils in den Kategorien Sänger und Sängerin national ein ECHO Jazz vergeben, 2014 wurden beide Kategorien vereinigt und es wird nur noch ein gemeinsamer Preis für den besten Sänger oder die beste Sängerin vergeben.
- 2014: Peter Fessler (Quality Time)
- 2015: Johanna Borchert (FMbiography)
- 2016: Roger Cicero (The Roger Cicero Jazz Experience)
- 2017: Lucia Cadotsch (Speak Low)
- 2018: Céline Rudolph (Obsession)

## Sänger/in des Jahres (international)
Sänger des Jahres (international)
- 2010: Curtis Stigers (Lost in Dreams)
- 2011: Bobby McFerrin (Vocabularies)
- 2012: Kurt Elling (The Gate)
- 2013: Curtis Stigers (Let’s Go Out Tonight)

Sängerin des Jahres (international)
- 2010: Melody Gardot (My One and Only Thrill)
- 2011: Youn Sun Nah (Same Girl)
- 2012: Cassandra Wilson (Silver Pony)
- 2013: Malia (Black Orchid)

Von 2010 bis 2013 wurde jeweils in den Kategorien Sänger und Sängerin international ein ECHO Jazz vergeben, 2014 wurden beide Kategorien vereinigt und es wird nur noch ein gemeinsamer Preis für den besten Sänger oder die beste Sängerin vergeben.
- 2014: Gregory Porter (Liquid Spirit)
- 2015: Andreas Schaerer (The Fundamental Rhythm of Unpolished Brains)
- 2016: José James (Yesterday I Had the Blues)
- 2017: Norah Jones (Day Breaks)
- 2018: Cécile McLorin Salvant (Dreams and Daggers)

## Instrumentalist/in des Jahres national – Saxophon/Woodwinds
- 2010: Klaus Doldinger (On Stage)
- 2011: Heinz Sauer (If (Blue) Then (Blue))
- 2012: Johannes Enders (Billy Rubin)
- 2013: Lutz Häfner (Deep)
- 2014: Wanja Slavin (Slavin-Eldh-Lillinger)
- 2015: Niels Klein (Tubes and Wires)
- 2016: Rolf Kühn (Stereo)
- 2017: Daniel Erdmann (Daniel Erdmann’s Velvet Revolution)
- 2018: Charlotte Greve (There Is Only Make)

## Instrumentalist/in des Jahres international – Saxophon/Woodwinds
- 2010: Branford Marsalis (Metamorphosen)
- 2011: David Sanborn (Only Everything)
- 2012: Joe Lovano (Bird Songs)
- 2013: Kenny Garrett (Seeds from the Underground)
- 2014: Joshua Redman (Walking Shadows)
- 2015: Branford Marsalis (In My Solitude: Live in Concert at Grace Cathedral)
- 2016: Kamasi Washington (The Epic)
- 2017: Émile Parisien (Sfumato)
- 2018: Michel Portal (Eternal Stories)

## Instrumentalist/in des Jahres national – Blechblasinstrumente/Brass
- 2010: Frederik Köster (Zeichen der Zeit)
- 2011: Nils Wogram (Listen to Your Woman)
- 2012: Joo Kraus (Painting Pop)
- 2013: Nils Wülker (Just Here, Just Now)
- 2014: Till Brönner (Till Brönner)
- 2015: Sebastian Studnitzky (Ky the String Project)
- 2016: Nils Wogram (Nature)
- 2017: Frederik Köster (Canada)
- 2018: Markus Stockhausen (Far into the Stars)

## Instrumentalist/in des Jahres international – Blechblasinstrumente/Brass
- 2010: Roy Hargrove (Emergence)
- 2011: Ray Anderson (Hear You Say)
- 2012: Ambrose Akinmusire (When the Heart Emerges Glistening)
- 2013: Christian Scott (Christian a Tunde Adjuah)
- 2014: Terence Blanchard (Magnetic)
- 2015: Ambrose Akinmusire (The Imagined Savior Is Far Easier to Paint)
- 2016: Ibrahim Maalouf (Kalthoum)
- 2017: Cuong Vu (Cuong Vu Trio Meets Pat Metheny)
- 2018: Ambrose Akinmusire (A Rift in Decorum)

## Instrumentalist/in des Jahres national – Piano/Keyboards
- 2010: Michael Wollny (Wunderkammer, mit Tamar Halperin)
- 2011: Stefan Rusconi (It’s a Sonic Life)
- 2012: Christian Elsässer (Seemingly)
- 2013: Florian Weber (Biosphere)
- 2014: Joachim Kühn (Voodoo Sense)
- 2015: Michael Wollny (Weltentraum)
- 2016: Anke Helfrich (Dedication)
- 2017: Michael Wollny (Tandem)
- 2018: Sebastian Sternal (Home)

## Instrumentalist/in des Jahres international – Piano/Keyboards
- 2010: Uri Caine (Plastic Temptation)
- 2011: Jason Moran (Ten)
- 2012: Iiro Rantala (Lost Heroes)
- 2013: Vijay Iyer (Accelerando)
- 2014: Enrico Pieranunzi (Live at the Viallage Vanguard)
- 2015: Chick Corea (Solo Piano Portraits)
- 2016: Tigran Hamasyan (Mockroot)
- 2017: Kenny Barron (Book of Intuition)
- 2018: Baptiste Trotignon (Chimichurri)

## Instrumentalist/in des Jahres national – Gitarre
- 2010: nach Jurybeschluss nicht vergeben[2]
- 2011: Heiko Fischer (Lucid)
- 2012: Max Frankl (Stories)
- 2013: Giovanni Weiss (Wilhelmsburg)
- 2014: Arne Jansen (The Sleep of Reason – Ode to Goya)
- 2015: Tobias Hoffmann (11 Famous Songs Tenderly Messed Up)
- 2016: Giovanni Weiss (Driving)
- 2017: Arne Jansen (Nine Firmaments)
- 2018: Hanno Busch (Share This Room)

## Instrumentalist/in des Jahres international – Gitarre
- 2010: Bill Frisell (Disfarmer)
- 2011: Lee Ritenour (6 String Theory)
- 2012: Julian Lage (Gladwell)
- 2013: Lionel Loueke (Heritage)
- 2014: Pat Metheny (Tap: John Zorn’s Book of Angels, Vol. 20)
- 2015: Pat Metheny (Kin)
- 2016: Philip Catherine (The String Project – Live in Brussels)
- 2017: Charlie Hunter (Everybody Has a Plan until They Get Punched in the Mouth)
- 2018: Scott DuBois (Autumn Wind)

## Instrumentalist/in des Jahres national – Bass/Bassgitarre
- 2010: Henning Sieverts (Blackbird)
- 2011: Dieter Ilg (Otello)
- 2012: André Nendza (Rooms Restored)
- 2013: Sebastian Gramss (Homo Ludens)
- 2014: Dieter Ilg (Parsifal)
- 2015: Eva Kruse (In Water)
- 2016: Dieter Ilg (Mein Beethoven)
- 2017: Eva Kruse (On the Mo)
- 2018: Sebastian Gramss (Gentle Giants)

## Instrumentalist/in des Jahres international – Bass/Bassgitarre
- 2010: Renaud Garcia-Fons (La Linea del Sur)
- 2011: Charlie Haden (Sophisticated Ladies)
- 2012: Renaud Garcia-Fons (Méditerranées)
- 2013: Avishai Cohen (Duende)
- 2014: Dave Holland (Prism)
- 2015: Lars Danielsson (Liberetto II)
- 2016: Lars Danielsson (Just the Two of Us)
- 2017: Lars Danielsson (Son Blowing)
- 2018: Kinga Głyk ( Dream)

## Instrumentalist/in des Jahres national – Drums/Percussion
- 2010: Wolfgang Haffner (Round Silence)
- 2011: Eric Schaefer ([em] Live)
- 2012: Jonas Burgwinkel (Source Direct)
- 2013: Bastian Jütte (Hassliebe)
- 2014: Dejan Terzic (Melanoia)
- 2015: Eric Schaefer (Weltentraum)
- 2016: Benny Greb (Moving Parts)
- 2017: Diego Piñera (My Picture)
- 2018: Wolfgang Haffner (Kind of Spain)

## Instrumentalist/in des Jahres international – Drums/Percussion
- 2010: Billy Hart (Live at Cafe Damberd)
- 2011: nach Jurybeschluss nicht vergeben[3]
- 2012: Magnus Öström (Thread of Life)
- 2013: Brian Blade (Quiver)
- 2014: Antonio Sánchez (New Life)
- 2015: Jeff Ballard (Time’s Tales)
- 2016: Kendrick Scott (We Are the Drum)
- 2017: Antonio Sanchez (The Unity Sessions)
- 2018: Antonio Sanchez (Bad Hombre)

## Instrumentalist/in des Jahres – Besondere Instrumente
Instrumentalist/in des Jahres national – sonstige Instrumente
- 2010: nach Jurybeschluss nicht vergeben[2]
- 2011: nach Jurybeschluss nicht vergeben[3]
- 2012: nach Jurybeschluss nicht vergeben[4]
- 2013: Wolfgang Schlüter (Visionen)

Instrumentalist/in des Jahres international – sonstige Instrumente
- 2010: Anouar Brahem (The Astounding Eyes of Rita)
- 2011: Pat Metheny (Orchestrion)
- 2012: Pascal Schumacher (Bang My Can)
- 2013: Adam Bałdych (Imaginary Room)

Von 2010 bis 2013 hieß die Kategorie „Instrumentalist/in des Jahres – sonstige Instrumente“ und wurde jeweils in den Kategorien national und international vergeben. 2014 wurden beide Kategorien vereinigt und es wird nur noch ein gemeinsamer Preis für den besten nationalen oder internationalen Instrumentalist/in des Jahres für besondere Instrumente vergeben.
- 2014: Vincent Peirani (Thrill Box)
- 2015: Vincent Peirani (Belle Époque)
- 2016: Hamilton de Holanda (Bandolim)
- 2017: Vincent Peirani (Tandem)
- 2018: Chris Thile (Chris Thile & Brad Mehldau)

## Live-Act des Jahres
- 2010: Quadro Nuevo
- 2011: Quadro Nuevo
- 2012: Tingvall Trio
- 2013: Rusconi

## Newcomer des Jahres (national)
- 2010: Angelika Niescier (Sublim III)
- 2011: Tim Allhoff (Prelude)
- 2012: Lisbeth Quartett (Constant Travellers)
- 2013: Sebastian Sternal (Symphonic Society)
- 2014: Monika Roscher (Failure in Wonderland)
- 2015: Eva Klesse Quartett (Xenon)
- 2016: Natalia Mateo (Heart of Darkness)
- 2017: Anna-Lena Schnabel (Books, Bottles, and Bamboo)
- 2018: Bamesreiter Schwartz Orchestra (Metamorphosis)

## Jazz-Label des Jahres
- 2010: ACT
- 2011: ACT
- 2012: ACT
- 2013: ACT

## Editorische Leistung des Jahres
- 2010: Claus Schreiner (The Famous Lippmann + Rau Festivals)
- 2012: Harry Weinger (First Impulse: The Creed Taylor Collection 50th Anniversary)
- 2013: Hans Lüdemann (Die Kunst des Trios 1-5)

## DVD des Jahres
- 2010: Diana Krall (Live in Rio)
- 2011: nach Jurybeschluss nicht vergeben[3]
- 2012: Françoise Gazio (Django Reinhardt – Three-Fingered Lightning)
- 2013: Renaud Garcia-Fons, Nicolas Dattilesi (Solo – The Marcevol Concert)

## Lebenswerk
- 2010: Paul Kuhn
- 2011: Joachim Kühn, Rolf Kühn
- 2012: Claus Ogerman
- 2013: Toots Thielemans
- 2014: Dusko Goykovich
- 2015: Eberhard Weber
- 2016: Wolfgang Dauner
- 2017: Klaus Doldinger
- 2018: Ron Carter

## Förderer des Jazz
- 2010: Karsten Jahnke
- 2011: Manfred Eicher (lehnte den Preis ab)[5]
- 2012: Christiane Böhnke-Geisse, Jazzclub Unterfahrt
- 2013: Sedal Sardan, A-Trane

## Händler des Jahres
- 2010: Ludwig Beck
- 2011: Dussmann das KulturKaufhaus
- 2012: Saturn Theresienhöhe München
- 2013: jpc-schallplatten Versandhandelsgesellschaft

## Sonderpreise
- 2010: Charlie Mariano (posthum) (Sonderpreis für außerordentliche Leistungen im Jazz-Bereich)[6]
- 2011: Herbie Hancock (The Imagine Project) (Sonderpreis für das globale Aufnahmeprojekt)
- 2012: Bundesjazzorchester (Sonderpreis für außerordentliche Leistungen im Jazz-Bereich)
- 2015: young german jazz
- 2015: Oscar Peterson & Ben Webster (During This Time)
- 2016: Brad Mehldau (10 Years Solo Live)
- 2017: Arne Reimer (American Jazz Heroes), e.s.t. (Symphony)
- 2018: Thelonious Monk (Les Liaisons Dangereuses 1960)